# Sertularella humilis
Sertularella humilis is een hydroïdpoliep uit de familie Sertulariidae. De poliep komt uit het geslacht Sertularella. Sertularella humilis werd in 1943 voor het eerst wetenschappelijk beschreven door Fraser. 